# Паук внутри: История Паутины вселенных
«Паук внутри: История Паутины вселенных» (англ. The Spider Within: A Spider-Verse Story) — американский короткометражный мультфильм в жанре психологического триллера о Майлзе Моралесе, действие которого происходит между картинами «Человек-паук: Через вселенные» (2018) и «Человек-паук: Паутина вселенных» (2023).
Изначально он был показан на Международном фестивале анимационных фильмов в Анси 12 июня 2023 года. Выпуск мультфильма на YouTube состоялся 27 марта 2024 года.

## Сюжет
Майлз Моралес возвращается домой, вспоминая слова родителей о поступлении в университет. Его отец, Джефферсон Дэвис, предлагает посмотреть фильмы ужасов, но уставший сын отказывается. Когда Майлз пытается расслабиться в своей комнате, ему мерещится тёмный силуэт с жёлтыми глазами. Майлз пытается сразиться с ним, но тот превращается в гигантского паука, а затем рассыпается в несколько маленьких паучков. Когда видения кончаются, Майлз выходит из комнаты и спрашивает отца, не хочет ли он прогуляться. Они выходят из дома и начинают разговор.

## Актёры
- Шамик Мур — Майлз Моралес
- Брайан Тайри Генри — Джефферсон Дэвис

## Отзывы
Росс Бонэйм из Collider в целом похвалил работу режиссёра и сценариста. Рафаэль Мотамэйор из SlashFilm назвал мультфильм отличным экспериментом. Богдан Бобров из «Российской газеты» написал, что «придраться к картинке вряд ли получится», поскольку «художники уже набили себе руку на двух полнометражных лентах, сформировав собственный запоминающийся графический стиль и заслужив признание среди коллег в виде подражания и следования тренду», но не понял, почему на YouTube мультфильм выложили в «шакальном» Full HD вместо 8K.